# Pharmakon
Pharmakon – Danish College of Pharmacy Practice (til daglig blot Pharmakon) er navnet på Danmarks Apotekerforenings konference- og uddannelsescenter i Hillerød.
Virksomhedens navn Pharmakon er sammensat af "pharma", som henviser til interessen for lægemidler og "kon", der henviser til konferencecenter. Pharmakon ledes af adm. direktør Lotte Fonnesbæk, der samtidig er rektor for Farmakonomskolen.
Pharmakon blev indviet i 1970 – oprindeligt kun som uddannelsesinstitution for farmakonomuddannelsen, som indtil da var foregået på Danmarks Farmaceutiske Højskole.
Siden hen er Pharmakon blevet udbygget over flere omgange og omfatter i dag følgende afdelinger:
1. Farmakonomskolen. Farmakonomuddannelsen
2. Kompetenceudvikling til Apotek. Efteruddannelse og konsulentopgaver
3. Forskning, udvikling og forsøg inden for lægemiddelanvendelse og sikker brug af medicin
4. Kompetenceudvikling til life science. Efteruddannelse og konsulentopgaver
5. Pharmakon Konferencecenter. Kursus- og mødelokaler
6. Pharmakon Informationsteknologi. Salg af it udstyr til apotekerne

Endvidere har Dansk Farmacihistorisk Samling til huse på Pharmakon.
Pharmakon har et bredt samarbejde med Det Farmaceutiske Fakultet vedrørende forskning og afholdelse af forskningsaktiviteter inden for lægemiddel- og medicinalområdet. Pharmakon har en lang række undervisnings- og mødelokaler, reception, forsknings- og undervisningslaboratorier, bibliotek, it-faciliteter, to restauranter, forskellige rekreationsområder, motions- og træningsrum samt 134 enkelt- og dobbeltværelser beregnet til overnatning for kursister og farmakonomstuderende.

## Farmakonomskolen
Farmakonomskolen styres til daglig af afdelings- og uddannelseschef, Hassan Salmasi. Farmakonomskolen optager årligt ca. 230 studerende fx med gymnasial baggrund, der skal læse til farmakonom (lægemiddelkyndig). Pharmakon er den eneste uddannelsesinstitution i landet, der udbyder farmakonomuddannelsen.
Undervisningspersonalet på Farmakonomskolen udgøres hovedsageligt af farmaceuter og farmakonomer. 

## Kompetence, apotek
Kompetenceudvikling, apotek ledes af udviklingschef Charlotte Rossing og tilbyder kursus-, efteruddannelses- og videreuddannelses for apoteksansatte farmakonomer, farmaceuter og apotekere. Mange aktiviteter afholdes for apotekskæder, der har eget kursusprogram. Derudover afholder Pharmakon specialstilrettede kurser for det enkelte apotek. Udover kurser tilbyder Pharmakon rådgivningsydelser og andre konsulent til det enkelte apotek. 

## Forskning og udvikling, apotek
Forskning og udvikling, apotek ledes af udviklingschef Charlotte Rossing. Afdelingens aktiviteter bidrager til apotekernes sundhedsfaglige udvikling, herunder dokumentation og synliggørelse af apotekerne samfundsmæssige nytte. Afdelingen arbejder sammen med Danmarks Apotekerforening om udvikling af faglige ydelser og støttematerialer.

## Kompetenceudvikling, life science
Kompetenceudvikling til life science ledes af uddannelseschef Mette Rotne. Afdelingen tilbyder efteruddannelses- og videreuddannelsesaktiviteter for ansatte i life science industrien (medicinalindustrien), som f.eks. farmakonomer, farmaceuter, bioanalytikere og laboranter. Udover et omfattende kursusprogram med blandt andet kurser i GMP og GDP, tilbydes kurser indenfor arbejdsmarkeduddannelse AMU.  

## Pharmakon Konferencecenter
Pharmakon Konferencecenter er et konferencecenter med mødelokaler af høj standard til møder, undervisning eller lignende. Der er mulighed for overnatning. Centret styres til dagligt af konferencecenterchef Lene Schade Poulsen og er delt ind i følgende underafdelinger: booking, reception, køkken/restaurant, rengøring og teknik.

## Pharmakon Informationsteknologi
Pharmakon Informationsteknologi er underinddelt ind i Sektion for it-udvikling og Sektion for it-drift og er ansvarlig for den it-mæssige drift af Pharmakon og andre virksomheder. Afdelingen styres til dagligt af it-chef Peter Naumann.

## Dansk Farmacihistorisk Samling
På Pharmakon findes også Dansk Farmacihistorisk Samling, som blev dannet tilbage i 1953. Det er et museum med en bred samling af genstande fra apotekernes og farmaciens årelange historie i Danmark. Dansk Farmacihistorisk Samling er ejet af Dansk Farmacihistorisk Fond.
Dansk Farmacihistorisk Samling kan besøges tirsdage 13.00 - 16.00 eller efter aftale. Lukket juli, januar samt helligdage.

## Pharmakons bestyrelse
Pharmakons bestyrelse består af seks bestyrelsesmedlemmer valgt af Pharmakon, Danmarks Apotekerforening og Pharmadanmark samt tre medarbejdervalgte bestyrelsesmedlemmer.
- Apoteker Ute Pørksen (formand), Ballerup Apotek
- Apoteker Lise Larsen, Frederikssund Apotek, Næstformand
- Apoteker Jeanette Hovgaard Rasmussen, Birkerød Apotek
- Apoteker Anja Claudia Hoffmann Rudkøbing Apotek
- Molekylær Biomediciner Dorte Clausen, Pharmadanmark
- Udviklingskonsulent Line Holst Bruun, medarbejdervalgt
- Salgskonsulent Rikke Spangenberg, medarbejdervalgt
- Tjener Bo Nielsen, medarbejdervalgt